# Otto Burckhardt (Politiker)
Otto Burckhardt (* 25. Oktober 1876; † 13. Mai 1937) war ein deutscher Fabrikant und Politiker (DDP).

## Leben
Otto Burckhardt lernte den Beruf des Tapezierers und war Inhaber einer Möbelfabrik in Heidelberg. Er war Mitglied des Aufsichtsrats der Landesgewerbebank für Südwestdeutschland und Präsident der Badischen Gewerbe- und Handwerkervereinigung sowie Präsident des Verbandes deutscher Gewerbevereine und Handwerkervereinigungen. Zudem war er Mitglied im Vorstand des Reichsverbands des Deutschen Handwerks. Burckhardt war Stadtrat in Heidelberg und von 1927 bis 1929 Mitglied in der Zweiten Kammer des badischen Landtags.